# Những cô nàng tạp vụ
Những cô nàng tạp vụ (tiếng Hàn: 클리닝 업; Romaja: Keullining Eop; tiếng Anh: Cleaning Up) là bộ phim truyền hình Hàn Quốc dựa trên bộ phim cùng tên của Anh năm 2019, với sự tham gia của Yum Jung-ah, Jeon So-min, và Kim Jae-hwa. Phim được phát sóng từ ngày 4 tháng 6, 2022, đến ngày 24 tháng 7, 2022 trên JTBC vào thứ Bảy và Chủ Nhật hàng tuần lúc 22:30 (KST) với 16 tập.

## Nội dung chính
Những cô nàng tạp vụ kể câu chuyện về ba nhân viên dọn dẹp: Eo Yong-mi (Yum Jung-ah), Ahn In-kyung (Jeon So-min), và Maeng Soo-ja (Kim Jae-hwa) tại một công ty tài chính phải sử dụng đến giao dịch nội gián, để nuôi sống gia đình và thực hiện ước mơ của mình, sau khi tình cờ nghe lén một thông tin tài chính.

## Diễn viên

### Diễn viên chính
- Yum Jung-ah vai Eo Yong-mi[5]
- Jeon So-min vai Ahn In-kyung[5]
- Kim Jae-hwa vai Maeng Soo-ja[5]
- Lee Moo-saeng vai Lee Young-shin[6]
- Na In-woo vai Doo Yeong[6]

### Diễn viên phụ

#### Những người liên quan đến chứng khoán đầu tư
- Jang Shin-young vai Geum Jan-di[7]
- Song Jae-hee vai Yoon Tae-kyung[8]
- Song Young-chang vai Song Woo-chang[9]

#### Những người xung quanh Eo Young-mi
- Kim Tae-woo vai Jin Seong-woo[10]
- Yoon Kyung-ho vai Oh Dong-ju[11]
- Kal So-won vai Jin Yun-ah[12]
- Hae-eun vai Boo So-yeon[13]
- Kim Si-ha vai Jin Xi-ah[13]
- Gil Hae-yeon vai Bo-ran[13]
- Jeon Kook-hyang vai Jang Kyung-ja[13]
- Yoon Jin-ho vai Eo Yong-gyu[13]

#### Những người xung quanh Maeng Soo-ja
- Go In-beom vai Jung Sa-jang[14]
- Kwon Ji-woo vai Jung Geun-woo[15]

#### Những người xung quanh Ahn In-kyung
- Oh Seung-yoon vai Byeong Ryul[16]

#### Nhóm dọn dẹp Dịch vụ Đầu tư & Chứng khoán
- Kim In-kwon vai Cheon Deok-gyu[17]
- Park Ji-ah vai Seok-soon[18]
- Kim Na-yul vai Hye-sook[19]
- Son Jeong-rim vai Bok-gi[19]
- Hwang Jung-min vai Geum-sil[20]

### Những người khác
- Ha Shi-eun vai Boo So-yeon[21]
- Lee Tae-gum vai Park Seong-gyu[22]

### Khách mời đặc biệt
- Kim Hye-yoon vai Joo-hyeon[23]
- Yoo Young-jae vai cháu trai của Yongmi[24]
- Cha Chung-hwa vai Dongseo[25]
- Kim Hye-hwa vai Song Mi-hwa[25]

## Sản xuất

### Tuyển vai
Nữ diễn viên Yeom Hye-ran ban đầu nhận được lời đề nghị đóng vai Maeng Soo-ja.

## Tỷ lệ người xem
| Mùa | Mùa | Số tập | Số tập | Số tập | Số tập | Số tập | Số tập | Số tập | Số tập | Số tập | Số tập | Số tập | Số tập | Số tập | Số tập | Số tập | Số tập | Trung bình |
| Mùa | Mùa | 1      | 2      | 3      | 4      | 5      | 6      | 7      | 8      | 9      | 10     | 11     | 12     | 13     | 14     | 15     | 16     | Trung bình |
| --- | --- | ------ | ------ | ------ | ------ | ------ | ------ | ------ | ------ | ------ | ------ | ------ | ------ | ------ | ------ | ------ | ------ | ---------- |
|     | 1   | 619    | 566    | 498    | 611    | 407    | 640    | N/A    | 492    | 438    | 566    | 574    | 562    | 428    | 585    | 424    | 698    | 507        |

| Tập | Ngày phát sóng   | Tỷ lệ khán giả trung bình (Nielsen Korea) | Tỷ lệ khán giả trung bình (Nielsen Korea) |
| Tập | Ngày phát sóng   | Toàn quốc                                 | Seoul                                     |
| --- | ---------------- | ----------------------------------------- | ----------------------------------------- |
| 1 | 4 tháng 6, 2022  | 2.737% (3rd)                              | 3.084% (2nd)                              |
| 2 | 5 tháng 6, 2022  | 2.514% (5th)                              | 2.267% (4th)                              |
| 3 | 11 tháng 6, 2022 | 2.322% (4th)                              | 2.687% (3rd)                              |
| 4 | 12 tháng 6, 2022 | 2.570% (4th)                              | 2.500% (4th)                              |
| 5 | 18 tháng 6, 2022 | 1.986% (6th)                              | 1.893% (9th)                              |
| 6 | 19 tháng 6, 2022 | 2.820% (2nd)                              | 2.350% (3rd)                              |
| 7 | 25 tháng 6, 2022 | 2.018% (12th)                             | N/A                                       |
| 8 | 26 tháng 6, 2022 | 2.236% (5th)                              | 1.874% (9th)                              |
| 9 | 2 tháng 7, 2022  | 2.125% (7th)                              | N/A                                       |
| 10 | 3 tháng 7, 2022  | 2.787% (3rd)                              | 2.228% (4th)                              |
| 11 | 9 tháng 7, 2022  | 2.478% (8th)                              | 2.149% (9th)                              |
| 12 | 10 tháng 7, 2022 | 2.566% (5th)                              | 2.147% (8th)                              |
| 13 | 16 tháng 7, 2022 | 1.973% (12th)                             | N/A                                       |
| 14 | 17 tháng 7, 2022 | 2.505% (7th)                              | 1.979% (10th)                             |
| 15 | 23 tháng 7, 2022 | 1.912% (10th)                             | 1.747% (9th)                              |
| 16 | 24 tháng 7, 2022 | 3.015% (4nd)                              | 2.257% (6th)                              |
| Trung bình | Trung bình       | 2.410%                                    | 1.823%                                    |
| - Trong bảng trên, số màu xanh chỉ tỷ lệ người xem thấp nhất và số màu đỏ chỉ tỷ lệ người xem cao nhất. - N/A biểu thị xếp hạng không được phát hành. - Bộ phim này được phát sóng trên kênh truyền hình cáp/truyền hình trả phí thường có lượng khán giả tương đối ít hơn so với các đài truyền hình công cộng/truyền hình miễn phí (KBS, SBS, MBC và EBS). |                  |                                           |                                           |